# カール・ウィリアム・カップ
カール・ウィリアム・カップ（Karl William Kapp 1910年10月27日 - 1976年4月10日）は、アメリカ合衆国の経済学者。社会科学者。環境学者。

## 経歴
1910年、ドイツ国のケーニヒスベルクで生まれる。1936年にジュネーヴ大学で『計画経済と外国貿易』の論文で博士号を得るが、ナチスの迫害でアメリカ亡命を余儀なくされる。アメリカではニューヨーク市立大学で教授を務める傍ら、1950年に『私的企業と社会的費用』を出版。公害、環境破壊等により社会全体あるいは第三者が被る損失（社会的費用）を経済学の視点から分析するなど、環境問題へ先駆的にアプローチを行った第一人者として注目を浴びた。1967年、スイスに戻りバーゼル大学社会科学研究所の教授を務めて1976年までに退官していた。1970年、1976年には来日して講演を行う一方、田子の浦や四日市市など深刻な公害に悩まされる現場を視察した。1976年4月10日、バーゼル市内で急死した。